# عمر لینارس
عمر لینارس (انگلیسی: Omar Linares؛ زادهٔ ۲۳ اکتبر ۱۹۶۷) بازیکن بیسبال اهل کوبا بود.
از باشگاه‌هایی که در آن بازی کرده‌است می‌توان به اژدهاهای چونیچی اشاره کرد.